# 叙利亚东正教

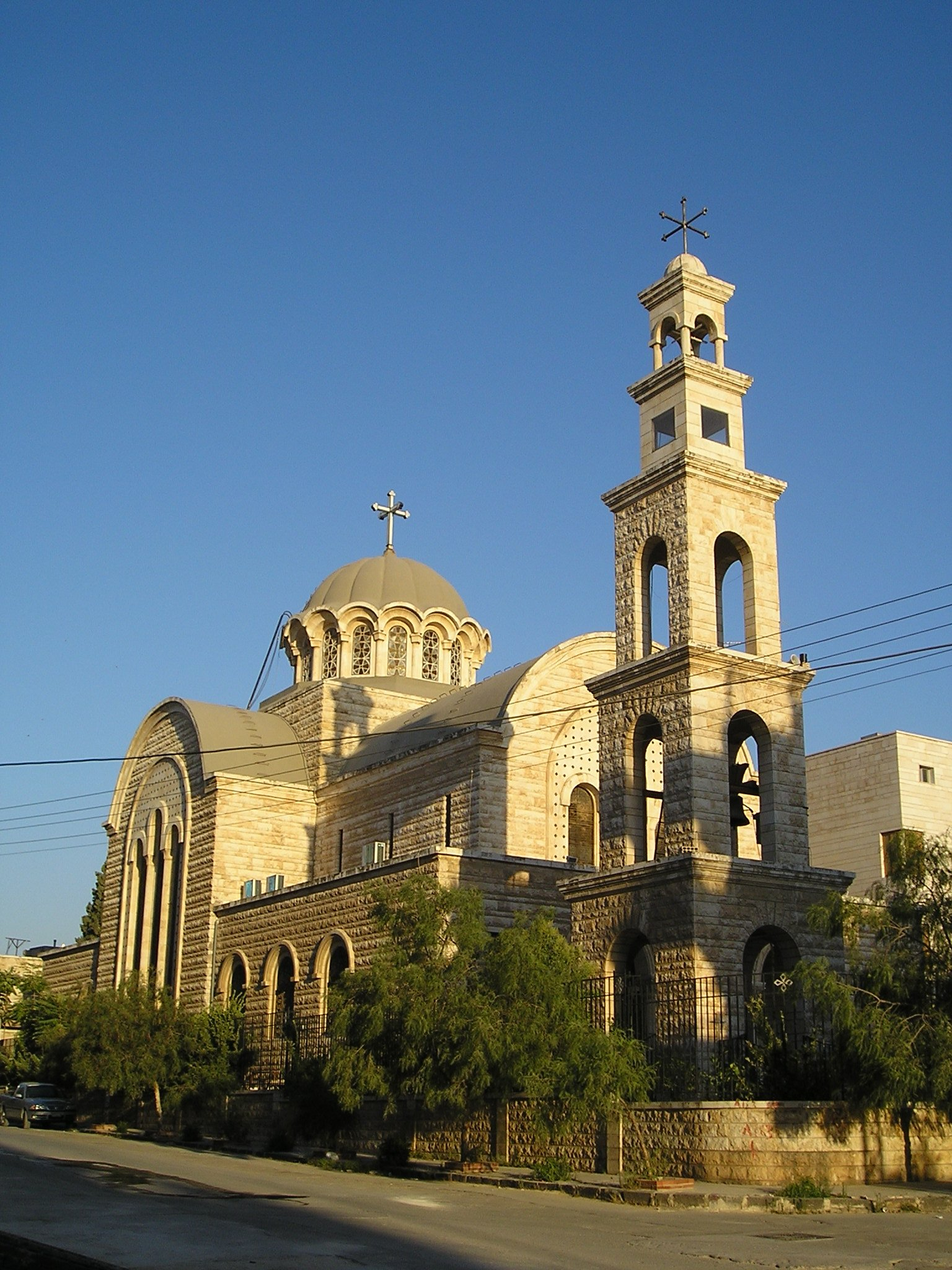
位于叙利亚哈马的一座希腊正教会教堂

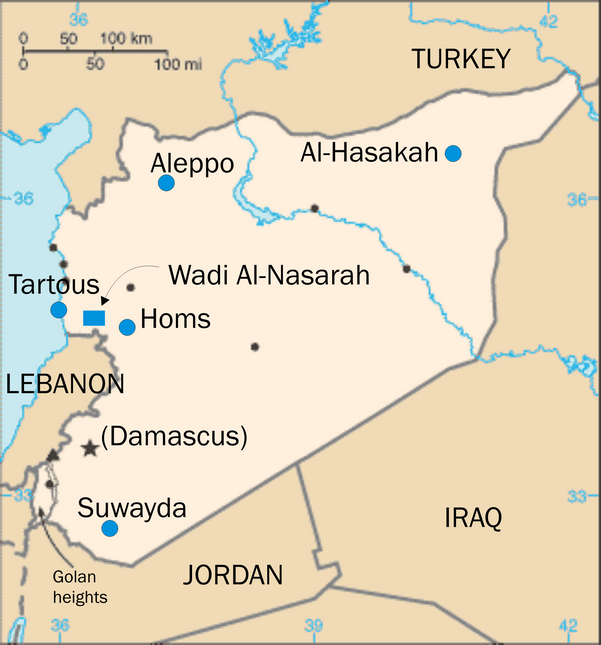
标记有基督徒聚集区的叙利亚地图

叙利亚的东正教是一个少数派宗教。叙利亚的东正教和希腊化的天主教（阿拉伯语: المسيحية الشرقية في سوريا）传统信仰主要来源于两个与拜占庭帝国有着紧密历史和文化联系的社群：隶属于希腊正教会的，叙利亚最古老和最大的东正教会安条克正教会，以及紧随其后的，作为东仪天主教会出现的默基特希腊礼天主教会。
叙利亚东正教徒比较多的城市、城镇和乡镇包括馬盧拉，薩菲泰，苏韦达，塞勒海德。

## 身份的双重自我认同：“阿拉伯语基督教徒”和“东罗马人”
位于叙利亚和土耳其哈塔伊省（之前属于北叙利亚的一部分）的许多东正教徒依然称呼他们自己为鲁姆人，这个词在阿拉伯语中代表了“东罗马人”或者“亚洲的希腊人”，这两个释义都是拜占庭帝国的遗留文化。事实上，这些人也在生活中行拜占庭礼。这些社群的成员也以“Melkites”（这个词在闪米特语里基本代表着“保皇派”或者“君主主义者”）自居，以示他们对马其顿人和罗马人的忠诚。不过，到了现代，这个词汇更多的被用来指代安条克正教会教徒。

## 邻国的状况
这些教会也存在于中东的其他地方，比如南土耳其，黎巴嫩和北以色列。在过去，一些希腊正教知识分子因为他们在殖民时代和后殖民时代倾向世俗化的泛阿拉伯主义或者泛叙利亚主义而备受关注。此外，许多欧洲东正教国家，如希腊、賽普勒斯、俄罗斯、乌克兰、保加利亚、塞尔维亚和罗马尼亚与中东的希腊正教教徒之间有着密切的交流。

## 知名的叙利亚东正教徒
- 米歇尔·阿弗拉克，叙利亚籍法国黎巴嫩希腊正教哲学家，世俗主义政党阿拉伯復興社會黨创立者[5]。
- 达乌德·拉吉哈，2011年-2012年间任叙利亚国防部长[6]。
- 康斯坦汀·兹瑞克（英语：Constantin Zureiq），长期担任贝鲁特美国大学历史系教授，提倡世俗化的阿拉伯民族主义。
- 哈利姆·巴拉卡特（英语：Halim Barakat）
- 安条克的依纳四世（英语：Ignatius IV of Antioch）
- 约翰十世 (安条克希腊正教会)
- 朱尔斯·贾马尔（英语：Jules Jammal）
- 约瑟夫·苏韦德（英语：Joseph Sweid）